# Elytraria spathulifolia
Elytraria spathulifolia är en akantusväxtart som beskrevs av A. Borhidi och O. Muniz. Elytraria spathulifolia ingår i släktet Elytraria och familjen akantusväxter. Inga underarter finns listade i Catalogue of Life.